# Abramowa Gora
Abramowa Gora (ros. Абрамова Гора) – wieś (ros. деревня, trb. dieriewnia) w Rosji, w obwodzie leningradzkim, w rejonie boksitogorskim, na jefimowskim osiedlu miejskim.